# Luis Miguel Camacho
Luis Miguel Camacho (* 18. April 1993) ist ein venezolanischer Badmintonspieler.

## Karriere
Luis Camacho nahm 2011 an den Panamerikanischen Spielen teil. Er startete dabei in allen drei möglichen Disziplinen und erreichte als beste Platzierung Rang neun im Herrendoppel mit Kisbel Matute. Bei seinen beiden anderen Starts wurde er jeweils 17. 2012 siegte Camacho bei den Giraldilla International im Mixed mit Johanny Quintero.